# Torres de agua de Kuwait
Las Torres de agua de Kuwait son un grupo prominente de 31 torres de agua en la ciudad de Kuwait, terminadas en 1976.

## Diseño y construcción
En 1965, el gobierno de Kuwait contrató a la empresa de ingeniería sueca de VBB (desde 1997 Sweco) para desarrollar e implementar un plan para un sistema de suministro de agua moderno para la ciudad de Kuwait. La compañía construyó cinco grupos de un total de 31 torrea de agua, obra de su arquitecto jefe Sune Lindström, llamadas "las torres de setas". Fueron construidos por VBB en hormigón armado estándar y de hormigón pretensado. Cada torre tiene capacidad para 3.000 metros cúbicos de agua. Los grupos de torres se distinguen por el número, la altura, el color y la ornamentación y que sirven como puntos de referencia para sus distritos.
Por sexto sitio, el emir de Kuwait, el jeque Yaber Al-Ahmad, quería un diseño más espectacular. Este último grupo, conocido como Torres de Kuwait, está compuesto por tres torres, dos de los cuales también sirven como depósitos de agua.
Estas treinta y tres torres tienen en conjunto una capacidad estándar de 102 mil metros cúbicos de agua. Todas estas estructuras fueron galardonadas en 1980 con el Premio Aga Khan de Arquitectura.